# وادي الحياني
وادي الحياني هو وادٍ موسمي يقع في جنوب النقب، حيث يمتد عبر السهول الجنوبية للنقب حتى يصب في وادي عربة. يبلغ طوله حوالي 68 كيلومترًا، ويُعد حوض تصريفه من بين الأكبر في أودية النقب.

## التسمية
يُعرف الوادي في اللغة العربية باسم وادي الحياني (بالعبرية: נחל חיון)، ويشير هذا الاسم إلى الجزء العلوي من الوادي، بينما يُطلق على الجزء السفلي منه اسم وادي أحنيك. يُعتقد أن الاسم العبري "حيون" مستوحى من النطق العربي وتم اعتماده ليشمل كلا الجزأين من الوادي.

## المسار الجغرافي
ينبع وادي حياني من التقاء عدة أودية تنحدر من جبل بشمت وجروف تمنع، وتحديدًا من وادي بطام (وادي أم بطمة)، وادي ملحان، وادي شربيت، ووادي بقعتايم. من هناك، يتجه الوادي شمالًا عبر سهل حياني حتى يصل إلى وادي عربة شمال منطقة عربة يفرق. على بعد حوالي 17 كيلومترًا شمال وادي عبده، يلتقي وادي حياني بوادي صنفيم، حيث ينحرف مجرى الوادي نحو الشمال الشرقي.

## البيئة الطبيعية
يتميز وادي حياني بغطاء نباتي أكثر كثافة مقارنة بالمناطق الصحراوية المحيطة به، مما يجعله مصدرًا غذائيًا مهمًا للحياة البرية في المنطقة. كما يقع بالقرب من مجرى الوادي موقع أثري يُعرف باسم آبار جرازي.